# Hyundai Glovis
Hyundai Glovis, «Хёндэ Гловис» — южнокорейская компания, занимающаяся логистикой и морскими перевозками. Входит в состав Hyundai Motor Group, которой принадлежит 39 % акций компании. В списке крупнейших публичных компаний мира Forbes Global 2000 за 2022 год Hyundai Glovis заняла 1507-е место.

## История
Компания была основана в феврале 2001 года под названием Hankook Logitech. В июне 2003 года компания сменила название на Hyundai Glovis (Glovis — сокращение от Global и Vision). В декабре 2005 года её акции были размещены на Корейской фондовой бирже.
В 2014 году была куплена польская компания по доставке автомобилей в Восточной Европе Adampol.

## Деятельность
Hyundai Glovis кроме Республики Корея имеет филиалы в Китае, Индии, Вьетнаме, Индонезии, Австралии, России, Турции, Германии, Чехии, Словакии, Польше, США, Канаде, Мексике и Бразилии.
Подразделения по состоянию на 2021 год:
- Логистика — транспортировка, хранение на складах и доставка заказов клиентам; 33 % выручки.
- Распределение — поставка комплектующих для сборки на зарубежных заводах, аукционы подержанных машин, торговля сырьём и готовыми автомобилями; 52 % выручки.
- Морские перевозки — транспортировка автомобилей, вагонов, промышленного оборудования, железной руды, нефти, нефтепродуктов, сжиженного природного газа; 15 % выручки.